# Kisir (Fluss)
Der Kisir (russisch Кизир) ist ein 300 km langer rechter Nebenfluss des Kasyr im südsibirischen Ostsajan in Russland.
Der Kisir entspringt am Südhang des Wala-Kammes des Ostsajan, einige Kilometer nördlich des parallel verlaufenden Kryschin-Kammes mit dem 2891 m hohen Pik Grandiosny einem der höchsten Berge dieses Teiles des Gebirges. Die Quelle befindet sich gut 300 km Luftlinie südöstlich von Krasnojarsk und 200 km südwestlich von Nischneudinsk. Der Kisir fließt in einem zumeist engen Tal auf fast seiner gesamten Länge in westlicher bis westnordwestlicher Richtung durch das Gebirge. In seinem zumeist engen Tal überwindet der Fluss drei größere Stromschnellen. Etwa 50 Flusskilometer oberhalb seiner Mündung wendet er sich nach Süden und macht dabei noch mehrere weite Bögen, bis er sich schließlich knapp 30 km östlich von Kuragino und 19 km oberhalb von dessen Zusammenfluss mit dem Amyl zum rechten Jenissei-Nebenfluss Tuba mit zwei Armen in den Kasyr mündet. Der rechte (untere) Mündungsarm heißt nach dem an seinem Ufer gelegenen Dorf Scherbaticha protoka Scherbatichinskaja, die mehrere Quadratkilometer große Insel zwischen den Armen ostrow Scherbatichinski.
Das Einzugsgebiet des Flusses umfasst 9170 km². Die bedeutendsten Nebenflüsse sind Nitschka (Länge 110 km), Schinda (152 km) und Dscheb (59 km), alle von rechts. Größere linke Zuflüsse gibt es nicht.
Der Abfluss beim Dorf Imisskoje, 9 km oberhalb der Mündung, beträgt im Jahresmittel 302 m³/s, bei einem maximalen monatlichen Mittel von 864 m³/s im Juni und einem minimalen monatlichen Mittel von 34,72 m³/s im März. Von November bis Ende April friert der Fluss gewöhnlich zu.
Das Gebiet am Ober- und Mittellauf des Kisir ist praktisch unbesiedelt, es gibt dort keine Ortschaften. Erst auf den letzten gut 60 km des Flusslaufes, unterhalb der Einmündung des Nebenflusses Dscheb, gibt es überwiegend am rechten Flussufer einige Dörfer. Die größten sind Schurawljowo, Kordowo und Scherbaticha, sowie am linken Ufer Imisskoje. Um Schurawljowo und Kordowo folgt auf etwa 20 km die Trasse der Südsibirischen Eisenbahn (Abschnitt Abakan – Taischet) dem rechten Flussufer, ebenso die Straße, die das Rajonzentrum Kuragino mit der Kleinstadt Artjomowsk und dem sie umgebenden früheren Goldbergbaugebiet verbindet. Bei Schurawljowo wurde zwischen 2000 und 2004 eine Eisenbahnbrücke über den Kisir errichtet, um die am linken Ufer liegende Eisenerzlagerstätte Mulginskoje und in Zukunft weitere mit Gesamtvorräten von bis zu 1 Milliarde Tonnen Erz an das Bahnnetz anzuschließen.  Zwischen Scherbaticha und Imisskoje, einige Kilometer oberhalb der Flussmündung, überquert bereits seit den 1980er-Jahren eine Straßenbrücke den Fluss, über die das Dorf Moscharka sowie die flussaufwärts am rechten Ufer des Kasyr gelegenen Dörfer um Petropawlowka mit dem Straßennetz verbunden sind.